# WT Social
WT.Social (celým názvem WikiTribune Social) je sociální síť, kterou založil Jimmy Wales. Byla spuštěna v říjnu roku 2019 a navázala na zpravodajský web Wikitribune. Cílem bylo vytvořit nekomerční alternativu k Facebooku a Twitteru, kde podle Walese snaha o co nejvyšší návštěvnost vytváří toxickou atmosféru a motivuje k šíření fake news.
Registrace na WT Social je bezplatná, projekt nepřijímá žádnou reklamu a je financován z dobrovolných příspěvků. Na stránkách může komunita sdílet aktuální informace a ověřovat jejich správnost, provozovatelé zaručují návštěvníkům ochranu všech osobních údajů. Stránky využívají proprietární software. V prvním měsíci existence se na ně zaregistrovalo okolo 400 000 uživatelů, pak se však nárůst zastavil.